# Cordylomera inornata
Cordylomera inornata là một loài bọ cánh cứng trong họ Cerambycidae.